# Rynek Besarabski
Rynek Besarabski (ukr. Бесарабський ринок) – znany również jako Besarabka (ukr. Бесарабка), kryty rynek znajdujący się w centrum Kijowa na placu Besarabskim na południowo-zachodnim końcu głównej arterii miasta, Chreszczatyk. Wybudowany w 1910–1912 według projektu polskiego architekta Henryka Juliana Gaya, rynek oferuje 896 metrów kwadratowych powierzchni handlowej.
Jego nazwa pochodzi od Besarabii, regionu podbitego przez Imperium Rosyjskie w czasie wojny rosyjsko-tureckiej i częściowo położonego w południowo-zachodniej Ukrainie na terytorium obwodu odeskiego.